# Combate de Pudeto
El combate de Pudeto fue un enfrentamiento entre patriotas chilenos y realistas españoles desarrollado en el marco de la campaña de Chiloé el 13 de enero de 1826 durante la segunda expedición de Ramón Freire.

## Antecedentes
La nueva expedición de Ramón Freire tenía, como fin último, la expulsión de los españoles de la Isla de Chiloé, la cual se mantenía como el último bastión de la Corona hispana en Chile.
Los patriotas chilenos al mando de Freire habían logrado varios avances en la campaña al capturar los fuertes de Corona y Balcacura; aislar el Castillo San Miguel de Agüi y al lograr desembarcar de los buques que comandaba el vicealmirante Manuel Blanco Encalada las tropas expedicionarias que debían derrotar las fuerzas realistas del brigadier Antonio Quintanilla y tomar la ciudad de San Carlos de Ancud. Estás tropas desembarcaron en la playa de Lechagua, a poca distancia de la orilla derecha del río Cupabulebu, y a poco más de una legua al poniente de la ciudad de San Carlos de Ancud. 
Al avanzar el ejército chileno al interior de la isla para lograr su objetivo de tomar la ciudad de San Carlos de Ancud, se encontraron con la formidable defensa que el brigadier Antonio de Quintanilla había hecho en Poquillihue donde en la derecha del fuerte había construido una formidable trinchera que ocupaba su infantería y 6 piezas ligeras de artillería. Además había colocado 6 lanchas cañoneras que estaban bajo la defensa del fuerte y que podían cañonear el flanco izquierdo chileno sin poder ser apoyados por la escuadra. También contaba con varios tiradores que se camuflaban en las ramas y arbustos que rodeaban la defensa haciendo bastante arriesgado un ataque frontal. 
Ante esto, el general Freire intentó buscar un camino para hacer un rodeo en la zona pero no se encontraron otros caminos por lo espeso del bosque de la zona. Debido a lo infructuoso de buscar otra ruta, Freire intentó modificar el plan atacando directamente la ciudad de San Carlos de Ancud por mar pero la oficialidad se negó por lo arriesgado y propusieron mejor ponerse en una zona ventajosa e intentar liquidar las lanchas cañoneras enemigas para facilitar el ataque a Poquillihue.
Finalmente con el objeto de facilitar las acciones en tierra sobre Poquillihue, el vicealmirante Blanco Encalada se decidió a emprender un ataque para eliminar o capturar las lanchas cañoneras realistas que protegían Poquillihue desde Pudeto.

## El combate en el río Pudeto
En la tarde del mismo día 13 se transbordo Blanco Encalada en la fragata O'Higgins para disponer el ataque a las lanchas enemigas. El proyecto se llevó a cabo durante la noche con catorce botes al mando del capitán de fragata Guillermo Bell.
Esté marino al anochecer se acercó hacia la posición de las lanchas en Pudeto y las empezó a abordar bajo el fuego de las baterías de Poquillihue, Muelle y Campo Santo. 
Después de unas horas de cañoneo les arrebató tres lanchas cañoneras y se retiró teniendo solo un muerto y diez heridos. Las otras tres que le quedaron a los realistas se libraron de caer en manos chilenas por la oscuridad de la noche. El coronel Jorge Beauchef en sus memorias relata en parte lo que sucedió en ese enfrentamiento:

De repente oímos una viva descarga de fusilaria, cañonazos, gritos de viva el rei, otros mas lejanos de viva la patria, i toda la bulla de un combate nocturno: al momento todo el ejército estuvo en pié con la vista clavada sobre los fuegos, pero no se divisaba nada. Despues de tres cuartos de hora de combate no se oia nada ya, y se pronosticaba mal del resultado de la empresa, cuando al amanecer vimos a todas las embarcaciones que volvían a los buques conduciendo con ellos tres de las lanchas cañoneras.
Coronel Jorge Beauchef.

Tras finalizar la acción y al amanecer, el brigadier Quintanilla pudo darse cuenta del resultado del encuentro al ver que solo le quedaban tres de las seis lanchas cañoneras con las que contaba al principio. Inmediatamente hizo varar las tres lanchas cañoneras en la playa de Pudeto, donde se habían refugiado, estimándolas ya inútiles. Este combate a pesar de la pérdida, Quintanilla lo encontró poco relevante y no más para llamar su atención, siendo que la verdadera preocupación era por tierra y no por mar.

## Consecuencias
Tras eliminar el problema de las lanchas cañoneras, los patriotas chilenos tendrían ahora la posibilidad de atacar el fuerte de Poquillihue que ahora tenía una debilidad por el mar. Los patriotas al mando de Ramón Freire y Blanco Encalada atacarían por la espalda del enemigo usando las mismas lanchas capturadas a los realistas, logrando desbaratar la defensa en el fuerte y vencer definitivamente a los realistas en el Combate de Bellavista donde Quintanilla se vería obligado a dispersarse y retirarse camino a Castro mientras algunos destacamentos del ejército chileno entraban triunfantes a la ciudad de San Carlos de Ancud el 14 de enero en la tarde.
El general Quintanilla al ya no poder resistir más ante la falta de materiales y el descontento de la tropa, firmaría el Tratado de Tantauco tras un previo acuerdo de rendición. Esto marcó la incorporación definitiva del archipiélago a la República de Chile.